# جائزة تركيا الكبرى 2008
جائزة تركيا الكبرى 2008 هو سباق فورمولا 1 أقيم بتاريخ 11 مايو 2008 في إسطنبول، تركيا. كان الخامس من أصل 18 في بطولة العالم لسباقات الفورمولا واحد موسم 2008. حلّ البرازيلي فيليبي ماسا أولا بينما جاء البريطاني لويس هاملتون في المركز الثاني وحصل على المركز الثالث الفنلندي كيمي رايكونن.

## الترتيب النهائي
|         | الترتيب | السائق        | النقاط |
| ------- | ------- | ------------- | ------ |
|         | 1       | كيمي رايكونن  | 35     |
| 2       | 2       | فيليبي ماسا   | 28     |
| 1       | 3       | لويس هاملتون  | 28     |
| 1       | 4       | روبرت كوبيتسا | 24     |
|         | 5       | نيك هيدفيلد   | 20     |
| المصدر: |         |               |        |